# Eisenbahnunfall von Shepherdsville

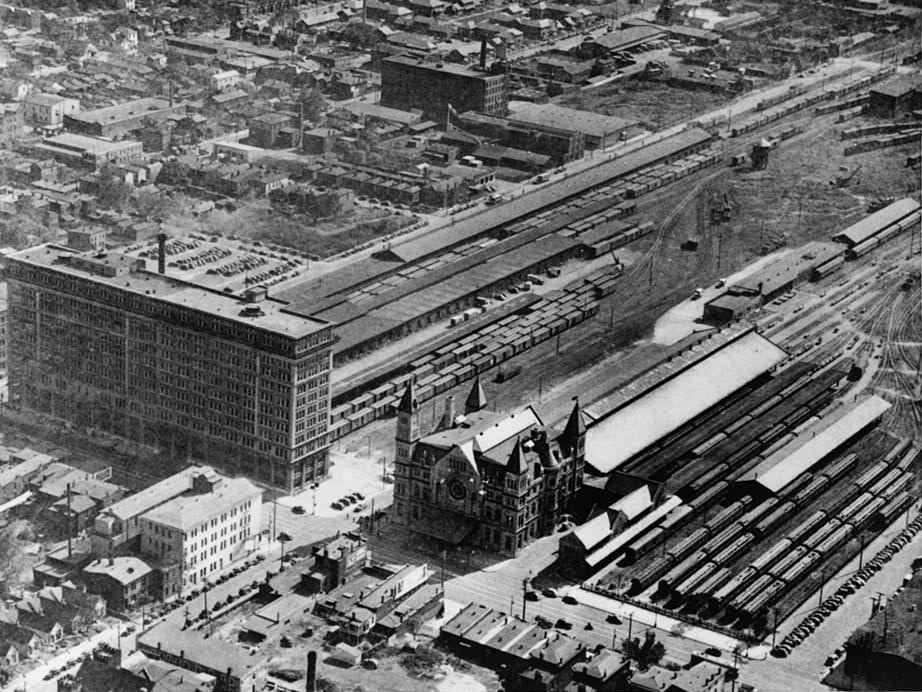
Ausgangsbahnhof der beiden verunfallten Züge: Die Unionstation in Louisville, Kentucky

Bei dem Eisenbahnunfall von Shepherdsville fuhr am 20. Dezember 1917 ein Schnellzug in das Ende eines Lokalzugs, der es nicht mehr rechtzeitig geschafft hatte, im Bahnhof von Shepherdsville, Kentucky, USA, in ein Überholungsgleis zu rangieren. Mindestens 49 Menschen starben.

## Ausgangslage
Der Unfall ereignete sich auf einer Eisenbahnstrecke der Louisville and Nashville Railroad. Die Sicherung von Zugfahrten auf der Strecke erfolgte durch Fahren im Zeitabstand mithilfe von Signalen. Dabei galt das Verfahren, dass alle Signale grundsätzlich Halt zeigen mussten. Der Lokomotivführer musste 600 Yards (ca. 550 Meter) vor dem Signal vier Mal die Pfeife der Lokomotive betätigen, woraufhin der Mitarbeiter an der Strecke, wenn dem nichts im Weg stand, die Fahrt freigab und der Lokomotivführer die Umstellung von Halt auf Fahrt beobachten musste. Traf der Lokomotivführer auf ein bereits Fahrt zeigendes Signal, war von einer Störung auszugehen und er musste anhalten. Das Ausweichgleis im Bahnhof Shepherdsville hatte nur eine einzige Verbindung zum Streckengleis. Züge, die aus Louisville kamen und dort hineinfahren wollten, mussten vorziehen und rückwärts in das Gleis hineinstoßen.
Der erste Zug auf der Strecke war ein Lokalzug, der mit einigen Minuten Verspätung unterwegs war. Er kam von der Union Station in Louisville, Kentucky, wo er um 16:35 Uhr abgefahren war. Sein Ziel war Springfield, Kentucky. Der Zug bestand aus einer Lokomotive, einem Gepäckwagen und zwei Reisezugwagen. Die Wagen waren älterer Bauart und noch aus Holz gefertigt.
Diesem Lokalzug folgte ein um zwei Stunden verspäteter Schnellzug, der Flyer, der von Cincinnati nach New Orleans unterwegs war und dessen Lokomotivführer deshalb Wert darauf legte, die verlorene Zeit möglichst wieder auszugleichen. Dieser Zug verließ Louisville um 16:53 Uhr.
Um 17:12 Uhr erreichte der Lokalzug Brooks, Kentucky. Der Fahrdienstleiter teilte dort dem Zugführer mit, dass die Überholung durch den Schnellzug in Shepherdsville oder – falls er das noch schaffe – im folgenden Bahnhof, Bardstown, Kentucky, durchgeführt werden solle.

## Unfallhergang
Als der Lokalzug 17:24 Uhr in Shepherdsville eintraf, ließ der Zugführer ihn gemäß der erhaltenen Anweisung zunächst auf dem Streckengleis halten und erkundigte sich nach der Position des Flyer auf der Strecke, um anschließend entscheiden zu können, ob die Überholung hier oder im nächsten Bahnhof durchzuführen war. Im Bahnhof Shepherdsville war aber die Position des Flyer nicht bekannt. Als dann die Meldung eintraf, dass der Schnellzug den Bahnhof Brooks passiert habe, entschied der Zugführer des Lokalzugs, seinen Zug in Shepherdsville in das Ausweichgleis zu stellen. Der Zug zog dafür vor, um in dieses Gleis zurückstoßen zu können.
Der Lokomotivführer des Schnellzugs gab 800 Meter vor Shepherdsville das vierfache Pfeifsignal und erkannte bei Annäherung das Fahrt zeigende Einfahrsignal des Bahnhofs. Entgegen der Vorschrift deutete er das als Erlaubnis, weiterzufahren. Das Signal war aber nach der Einfahrt des Lokalzugs noch nicht zurückgestellt worden. Als für das Einfahren des Lokalzugs in das Ausweichgleis die Weiche umgelegt wurde, hatte das zur Folge, dass das Signal automatisch von Fahrt auf Halt umsprang. Der Lokomotivführer des Schnellzugs sah das und führte sofort eine Notbremsung durch. Dies reichte aber nicht mehr, um den Auffahrunfall noch zu verhindern. Gegen 17:30 Uhr kollidierte die Lokomotive des Schnellzugs – die dabei nicht entgleiste – mit einer Geschwindigkeit von etwa 40 km/h mit dem Zugschluss des Lokalzugs: Dessen letzter Wagen wurde vollständig zertrümmert, der davor laufende zur Hälfte aufgeschlitzt und der Lokalzug insgesamt 250 Meter nach vorne geschoben.

## Folgen
Mindestens 49 Menschen starben, 52 wurden verletzt. Ein Hilfszug aus Louisville mit medizinischem Personal war gegen 19 Uhr am Unfallort.
Die Interstate Commerce Commission (ICC) untersuchte den Unfall und kam dabei zu folgenden Feststellungen:
- Unmittelbare Ursache des Unfalls sei, dass Zugführer und Bremser des Lokalzugs (beide starben bei dem Unfall), versäumt hätten, ihren Zug nach rückwärts – vor allem durch Knallkapseln – zu sichern.
- Zu dem Unfall trug zudem bei, dass der Lokomotivführer des Schnellzugs gegen die Sicherheitsvorschrift verstieß, als er – ohne einen Wechsel des Signals von Halt nach Fahrt beobachtet zu haben – das Signal überfuhr.
- Die Vorschrift, die besagte, dass ein Zug sich 600 Yards vor einem Signal mit viermaligem Pfeifen melden musste, damit dieses auf Fahrt gestellt werden konnte, war völlig veraltet: Die mittlerweile von einem Schnellzug gefahrene Geschwindigkeit machte es dessen Lokführer unmöglich, seinen Zug gegebenenfalls noch vor dem Signal zum Halten zu bringen.
- Das Einfahrsignal des Bahnhofs Shepherdsville war, nachdem der Lokalzug daran vorbei gefahren war, nicht in Haltstellung zurückgestellt worden.
- Für eine Strecke, auf der täglich planmäßig 44 Fahrten in jeder Richtung durchzuführen waren, war die vorhandene Zugsicherungstechnik und ein Fahren im Zeitabstand eine unzureichende Sicherung. Die ICC empfahl, auf der Strecke sofort eine Zugsicherung durch Streckenblock einzurichten.